# Joaquim Giovanni Mol Guimarães
Joaquim Giovani Mol Guimarães (Ponte Nova, 6 de janeiro de 1960) é um bispo católico brasileiro, de 2006 a 2025 foi auxiliar da Arquidiocese de Belo Horizonte e desde então, bispo coadjutor de Santos. Foi reitor da Pontifícia Universidade Católica de Minas Gerais (PUC Minas) e Presidente da Comissão Episcopal Pastoral para a Comunicação da CNBB.

## Biografia
Filho de José Mol Guimarães e Edna Mol Guimarães, é o segundo entre sete irmãos. De 1968 a 1971 cursou os primeiros anos do Ensino Fundamental na Escola Municipal João Guimarães. Entre 1972 a 1975, continuou os estudos do Ensino Fundamental no Colégio Dom Helvécio, em sua cidade natal e concluiu a formação básica na Escola Dom Bosco, em Cachoeira do Campo.
Fez o Ensino Médio em Araxá, no Colégio Salesiano Dom Bosco, de 1976 e 1978. Ingressou no noviciado da Congregação Salesiana, em 1979, em Barbacena, e fez a profissão religiosa em janeiro de 1980.
De 1980 a 1982 cursou a licenciatura em Filosofia, na Pontifícia Universidade Católica de Minas Gerais, em Belo Horizonte. Nos anos de 1983 e 1984, viveu no Colégio Dom Bosco de Araxá e na Paróquia Sagrado Coração de Jesus, em Goiânia. Em 1985, iniciou os estudos em Teologia, cursando a faculdade na Pontifícia Universidade Católica de Minas Gerais, concluída no ano de 1988.
Foi ordenado diácono ao final de 1987, por Dom João Resende Costa, na Paróquia Cristo Luz dos Povos, em Belo Horizonte, e recebeu a ordenação sacerdotal no dia 16 de julho de 1988, por Dom Irineu Danelon, em Ponte Nova.

## Sacerdócio
Enviado a Jaciguá, Diocese de Cachoeiro do Itapemirim, foi vigário paroquial da Paróquia São João Batista e depois, pároco, em 1989. Em 1990 regressou para Belo Horizonte para retomar os estudos. Entre os anos de 1990 a 1992 morou e trabalhou pastoralmente na Paróquia Cristo Luz dos Povos, da Inspetoria São João Bosco, fez o mestrado em Teologia no Centro de Estudos Superiores da Companhia de Jesus. Incardinou-se na Arquidiocese de Belo Horizonte, quando tornou-se administrador paroquial e depois pároco da Paróquia Santa Maria Mãe de Deus.
Foi professor no Instituto de Ciências Humanas dos Maristas; professor do Instituto Dom João Resende Costa da Arquidiocese de Belo Horizonte e da Pontifícia Universidade Católica de Minas Gerais; lecionou também no Centro de Formação de Agentes de Pastoral de Belo Horizonte; prestou inúmeras assessorias a Congregações Religiosas e Dioceses em assembleias e cursos. Como também assessorou a CNBB no Grupo de Reflexão Bíblico-Catequética e no Instituto de Pastoral Catequética do Regional Leste II e fez parte da Sociedade de Teologia e Ciências da Religião do Brasil.
De 1996 a 2006 foi coordenador do Núcleo de Estudos Teológicos e o Instituto Superior de Pastoral da Pontifícia Universidade Católica de Minas Gerais; foi membro fundador da Revista Horizonte, de estudos de Teologia e Ciências da Religião da PUC Minas.
De 2003 a 2005 foi Vigário Forâneo da Forania São Paulo Apóstolo e membro do Conselho Presbiteral, do Conselho Pastoral da Região Nossa Senhora da Conceição e do Conselho Pastoral Arquidiocesano. De 2004 a julho de 2007 foi vice-reitor da Pontifícia Universidade Católica de Minas Gerais.
Foi o sétimo reitor da PUC Minas, com mandato de 1º de agosto de 2007 até 4 de outubro de 2022.

## Episcopado
Em 11 de fevereiro de 2006, o Papa Bento XVI o nomeou bispo titular de Galtelli e auxiliar da Arquidiocese de Belo Horizonte. Foi ordenado bispo no dia 25 de março do mesmo ano por Dom Walmor Oliveira de Azevedo.
No dia 1 de agosto de 2007 tomou posse como reitor da Pontifícia Universidade Católica de Minas Gerais. Desde 2008, é Presidente do Conselho Superior da Associação Nacional de Educação Católica do Brasil, a ANEC.
No dia 12 de maio de 2011, durante a 49ª Assembleia da Conferência Episcopal Brasileira, foi eleito Presidente da Comissão Episcopal Pastoral para a Cultura e a Educação da CNBB, para um período de quatro anos, a concluir-se em 2015]].
Em 25 de junho de 2011, teve seu nome divulgado como bispo membro das Edições CNBB.
Em 29 de março de 2014, o Papa Francisco o nomeou como membro do Pontifício Conselho para a Cultura.
No dia 9 de maio de 2019, foi eleito Presidente da Comissão Episcopal Pastoral para a Comunicação, para um período de quatro anos, a concluir-se em 2023.
Em 24 de fevereiro de 2025, foi nomeado pelo Papa Francisco como bispo coadjutor de Santos.